# Første slag ved Fort McAllister
Det Første slag ved Fort McAllister fandt sted den 3. marts 1863, i Bryan County, Georgia under den amerikanske borgerkrig.

## Slaget
Kontreadmiral Samuel F. Du Pont beordrede tre panserskribe – USS Patapsco, USS Passaic og USS Nahant – til at afprøve deres kanoner og tilhørende mekanik og træne artilleribeskydning i praksis ved at angribe de konfødererede forsvarsværker ved Fort McAllister, som dengang var et lille batteri med tre kanoner i en jordskanse. Et af hans mål var at undersøge hvor effektiv beskydning fra monitorernes store kanoner var mod kystbatterier i jordskanser. 
Den 3. marts 1863 gennemførte de tre panserskibe et otte timers bombardement. Bombardementet ødelagde ikke batteriet, men forårsagede nogen skader, mens de tre panserskibe fik nogle skrammer af granaterne fra fortet. Denne test gav viden og erfaring, men Fort McAllister faldt ikke, hvilket viste at panserskibenes ildkraft alene ikke kunne ødelægge et jordbaseret fort. 

## Reference
- National Park Service beskrivelse af slaget Arkiveret 24. maj 2007 hos  Wayback Machine

## Eksterne kilder
- Fort McAllister Historic Park Arkiveret 5. december 2006 hos  Wayback Machine